# Thân (họ)
Thân (chữ Hán: 申) là một họ của người Á Đông. Họ Thân có ở Việt Nam, Trung Quốc và Triều Tiên (Hangul: 신, Hanja: 申, Romaja quốc ngữ: Sin). Đây là họ phổ biến thứ 13 ở Triều Tiên. Họ này đứng thứ 298 trong danh sách Bách gia tính.

## Họ Thân Việt Nam